# CL-631
La CL-631 o Carretera de La Espina, une Ponferrada (donde enlaza con la A-6, Madrid-La Coruña) con Villager de Laciana.
Con anterioridad a la asunción de competencias en materia de carreteras por parte de las comunidades autónomas este trayecto era parte de la C-631, de Ponferrada a La Espina (Salas), de ahí la denominación de Carretera de La Espina.

## Desdoblamiento Ponferrada - Cubillos
El tramo de 6 km entre Ponferrada y Cubillos del Sil es una carretera desdoblada, con dos carriles por sentido, limitada a 40 – 50 km/h con numerosos semáforos, para regular intersecciones y pasos de peatones.

## Autovía CL-631
Entre Cubillos (PK 6), y Toreno (PK 18), es una autovía. 
Su trazado necesitó modificaciones para eliminar curvas y convertirla en autovía, utilizándose la carretera del trazado anterior como vía de servicio para el acceso a fincas rústicas y pueblos intermedios.

## Toreno-Villager de Laciana
Carretera convencional con arcenes de medio metro en la mayor parte de su trazado. Existe en varios puntos concretos un corto segundo carril por sentido para garantizar fluidez y seguridad en los adelantamientos.

## Tramos
| Denominación | Tramo                         | Kilómetros | Año servicio |
| ------------ | ----------------------------- | ---------- | ------------ |
| CL-631       | Ponferrada - Cubillos del Sil | 7,7        | ¿1997?       |
| CL-631       | Cubillos del Sil - Toreno     | 13,2       | 2001         |

## Conexiones
- El inicio de la carretera se encuentra en la N-6, en una rotonda donde también tiene su inicio el kilometraje de la LE-711.

- En el PK 1 a través de una rotonda se conecta con la salida 389/390 de la A6.

- En la salida del PK 13 comienza la LE-715 que comunica con Fabero a través del término municipal de Berlanga del Bierzo.

- En el PK 19, dentro del casco urbano de Toreno, se conecta con la carretera LE-716, Vega de Espinareda - Toreno.

- En el PK 20 se conecta con el final de la LE-463, que comunica Bembibre con Toreno.

- En el PK 35 se conecta con el fin de la LE-711 y la vía privada que conduce a Cerredo/Zarréu, en el concejo asturiano de Degaña.

- En el PK 60, fin de la carretera, confluye con la CL-626 que comunica la Collada de Cerredo con Aguilar de Campoo.